# 剰余価値
剰余価値（じょうよかち、英: surplus-value ; 独: Mehrwert）とは、マルクス経済学における基本概念で、生活に必要な労働を超えた剰余労働（不払労働）が対象化された価値である。資本の一般的定式である「貨幣G-商品W-貨幣G'（G+ΔG）」における「ΔG」を指す。

## 概説

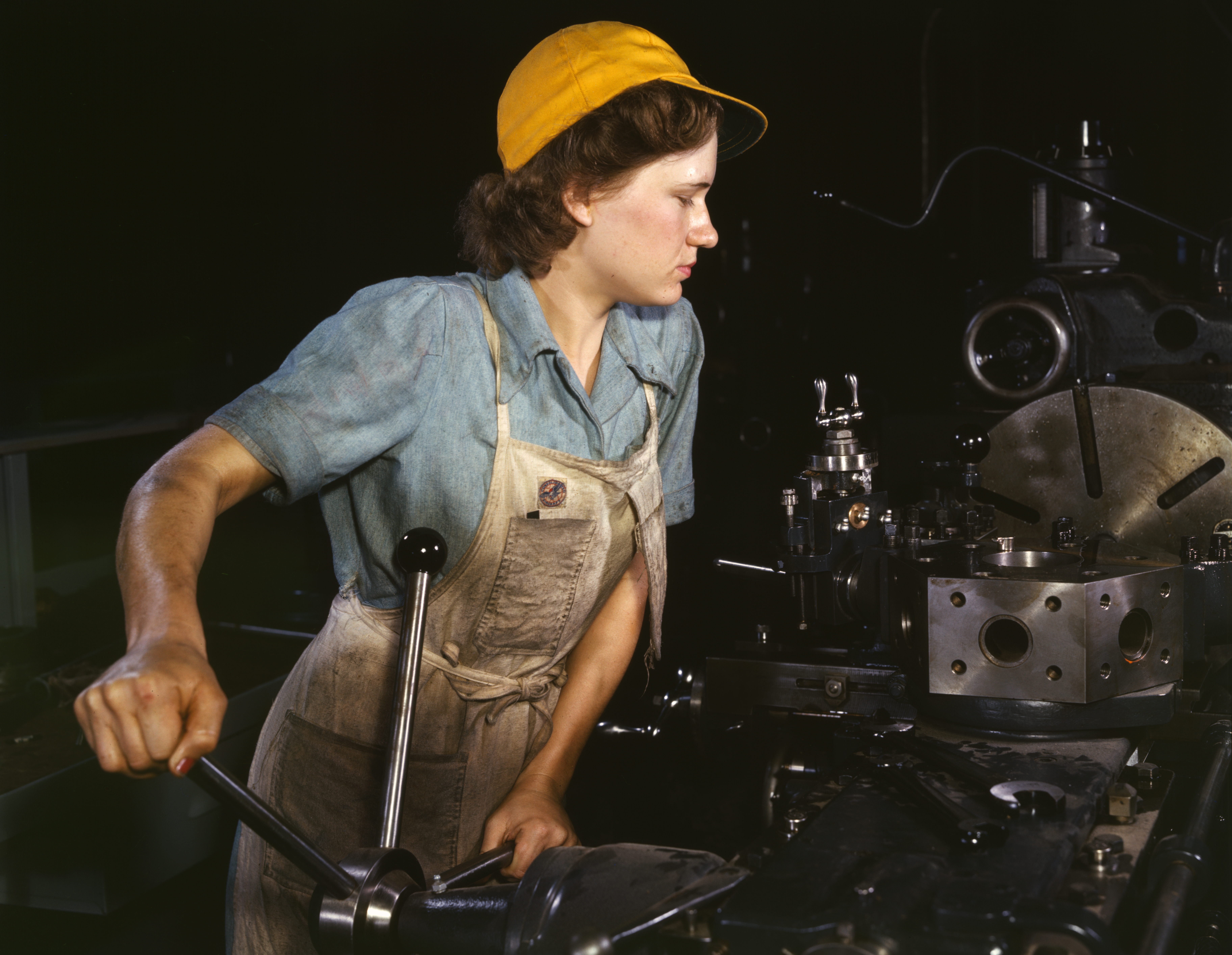
工場で働く労働者(1940年代)

マルクス経済学は労働価値説に立脚する。産業資本において資本が労働力を用いて商品を生産する過程（生産過程）での労働量は、労働者の生活に必要とする労働（必要労働）と、それを超える剰余労働（不払労働）から構成され、この剰余労働によって生み出された価値が剰余価値である（『資本論』第1部参照）。利潤は剰余価値のあらわれであり、利子、地代は剰余価値が形を変えたものである（『資本論』第3部参照）。
剰余価値は商品交換（流通過程）によっては生まれない。なぜなら、流通過程においてどんなに不等価交換が生じたとしても、社会全体の価値総額は常に等価であるからである。それゆえ、利潤が商品売買の差益から生まれるという議論は誤りである。
それでは剰余価値はいかにして生まれるのか。労働力はその使用価値そのものが価値を生み出す独特な性質を持つ一商品であり、労働者の肉体に存在している。労働力商品の価値額はその再生産に必要な労働時間によって規定される。ところが資本の生産過程において現実に支出された労働量、したがってそれが商品に対象化されたものとしての価値量は、労働力商品の価値量を超過する。この超過分が剰余価値である。
労働者は自己の労働力商品の価値額を超える価値を彼の労働の支出によって生み出すが、資本が労働者に支払うのは労働力商品の価値額に相当する賃金のみであって、労働者が生み出した剰余価値の対価を支払わない。それゆえ以上で見た事態は労働者による資本への不払労働の譲渡に他ならない。これを搾取という。
カール・マルクスは剰余価値（価値）が生産される過程を価値増殖過程と名づけた。これに対して使用価値が生産される過程を労働過程という。両過程の統一物として、我々の目の前に現存しているのは、資本（自己増殖する価値の運動体）の生産過程である。

## 剰余価値論と『資本論』
カール・マルクスが剰余価値概念を確立したのは、その主著『資本論』においてである。学説史的に見て　『資本論』における剰余価値の概念は、価値の概念を継承するものとして成立した。この継承は3つの飛躍を含んでいる。すなわち、労働と労働力の区別と労働力商品の発見、生産過程における労働者の搾取の発見、資本主義的生産様式の歴史性の発見の3つである。カール・マルクスは、価値概念から剰余価値概念に到達するまでに10年以上の時間を費やしている。